# L'Enfant (poème)
Pour les articles homonymes, voir L'Enfant.
L'Enfant est un poème de Victor Hugo, écrit en 1828 et paru en 1829 dans le recueil Les Orientales. Dans ce poème, Victor Hugo dénonce la guerre et ses conséquences humaines. Il réagit, à l'instar de Delacroix, aux massacres de Chios, commis par les armées ottomanes sur l'île de Chios en 1822. Le poète met en scène une discussion avec un enfant survivant du désastre ; et se lamente sur la destruction du territoire par les "Turcs". On peut le mettre en relation avec d'autres poèmes défendant la guerre d'indépendance grecque, comme Canaris, Navarin, la Captive, Marche Turque, La ville prise, les Têtes du Sérail.
La fin du poème voit le narrateur demander à l'enfant ce qu'il souhaite pour regagner son bonheur, et celui-ci répondre "de la poudre et des balles".

## Contexte
Le poème est écrit alors que se déroule la guerre d'indépendance grecque sur l'île de Chios. Juste après les massacres de Chios, comme l'indique Hugo dans les premiers vers :
« Les turcs ont passé là. Tout est ruine et deuil. /
Chio, l’île des vins, n’est plus qu’un sombre écueil, 
[...]
Il avait pour asile, il avait pour appui /
Une blanche aubépine, une fleur, comme lui /
Dans le grand ravage oubliée. »
Le poème se situe dans les poèmes politiques précoces de Victor Hugo, avec ce poème, et d'autres des Orientales, il cherche à faire impression sur l'opinion publique française,,,,, et, de ce fait, faire pression sur le gouvernement français pour le forcer à intervenir dans la guerre. Cette volonté est clairement énoncée par Hugo dans d'autres poèmes des Orientales, comme Navarin :
« Grèce ! Grèce ! tu meurs. Pauvre peuple en détresse, /
À l’horizon en feu chaque jour tu décroîs. /
En vain, pour te sauver, patrie illustre et chère, /
Nous réveillons le prêtre endormi dans sa chaire, /
En vain nous mendions une armée à nos rois.
Mais les rois restent sourds, les chaires sont muettes. /
Ton nom n’échauffe ici que des cœurs de poëtes. »

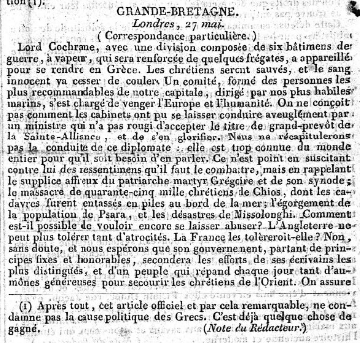
Journal des débats politiques et littéraires - 1er juin 1826

En réalité, les efforts de Victor Hugo et d'autres philhellènes sont pris de court par les événements internationaux ; en 1827, après l'invasion ottomano-égyptienne du Magne par les forces d'Ibrahim Pacha qui ravagent le Péloponnèse, la France, le Royaume-Uni et l'Empire de Russie signent le traité de Londres et envoient d'abord des forces maritimes avant que la France ne se décide à intervenir sur terre avec l'expédition de Morée. Les Orientales et L'Enfant sont donc publiés alors que les vœux de Victor Hugo se concrétisent déjà. Cela donne un contraste saisissant dans Les Orientales, où certains poèmes comme L'Enfant restent très sombres alors que d'autres, plus actuels, comme Navarin, se projettent déjà dans la victoire prochaine des révolutionnaires grecs.

## Analyse
Victor Hugo met en opposition l’enfant abandonné et la dureté de la guerre. L'innocence de l'enfant est mise en exergue par l'opposition avec les massacreurs, qui sont absents, et dont on ne voit qu'un reflet de leur passage. Ils sont déshumanisés, alors que l'enfant renferme en lui toute la beauté de la nature, des arbres et des bois. Hugo oppose une innocence verdoyante de vie au crime qui ne produit que désolation.
Il développe tout au long du poème l'une des caractéristiques artistiques des Orientales, qui est l'utilisation massive de couleurs fortes, visibles, éclatantes, là où la poésie néo-classique condamnait ces innovations comme trop révolutionnaires.
Le poème est demeuré célèbre dans l'enseignement français pour son caractère didactique et très lyrique qui a pu servir de porte d'entrée à la poésie française. Hugo se présente comme un adulte admiratif de son interlocuteur ; le couvrant d'attentions pour ne recevoir qu'une réponse péremptoire et belliqueuse, un laconisme imparable. La sagesse de l'adulte est vaincue par la bravoure de l'enfant, dont les seuls propos scellent le poème ; il s'agit donc d'un éloge de la jeunesse courageuse autant que d'une lamentation ; le lecteur doit être saisi par la force d'âme de l'enfant. Cette attention portée à l'enfant, protagoniste muet du poème, est un renversement de la pédagogie traditionnelle, où le Maître instruit le disciple, témoigne de l'intérêt qu'Hugo apporte à la place de l'enfant dans son époque ; préoccupation qui se retrouvera plus tard dans son poème A propos d'Horace : 
« Et vous pétrifiez d’une haleine sordide /
Le jeune homme naïf, étincelant, splendide ; /
Et vous vous approchez de l’aurore, endormeurs ! 
[...]
Confier un enfant, je vous demande un peu, /
À tous ces êtres noirs ! autant mettre, morbleu, /
La mouche en pension chez une tarentule ! /
Ces moines, expliquer Platon, lire Catulle, /
Tacite racontant le grand Agricola, /
Lucrèce ! eux, déchiffrer Homère, ces gens-là ! »

## Extrait
Qui pourrait dissiper tes chagrins nébuleux ?

Est-ce d’avoir ce lys, bleu comme tes yeux bleus,

Qui d’Iran borde le puits sombre ?

Ou le fruit du tuba, de cet arbre si grand,

Qu’un cheval au galop met, toujours en courant,

Cent ans à sortir de son ombre ?

Veux-tu, pour me sourire, un bel oiseau des bois,

Qui chante avec un chant plus doux que le hautbois,

Plus éclatant que les cymbales ?

Que veux-tu ? fleur, beau fruit, ou l’oiseau merveilleux ?

— Ami, dit l’enfant grec, dit l’enfant aux yeux bleus,

Je veux de la poudre et des balles.